# Euphorbia fischeri
Euphorbia fischeri es una especie fanerógama perteneciente a la familia de las euforbiáceas.  Es originaria de África oriental.

## Descripción
Es una planta postrada con  las ramas pubescentes  (al menos en las puntas) con la difusión de los pelos ligeramente curvos. Alcanza un tamaño de 25 cm de altura, sin espinas.  Involucro, con exclusión de los apéndices, finamente pubescente, con visible pétalos  profundamente lobulados. El fruto es una cápsula finamente pubescente (por lo menos a lo largo de los ángulos) con los pelos extendidos. 

## Ecología
Se encuentra en bosques de Brachystegia arbolada en suelo arenoso, a una altitud de 800-1430 metros.

## Taxonomía
Euphorbia fischeri fue descrita por Ferdinand Albin Pax y publicado en Botanische Jahrbücher für Systematik, Pflanzengeschichte und Pflanzengeographie 19: 117. 1894.
Etimología
Euphorbia: nombre genérico que deriva del médico griego del rey Juba II de Mauritania (52 a 50 a. C. - 23), Euphorbus, en su honor – o en alusión a su gran vientre –  ya que usaba médicamente Euphorbia resinifera. En 1753 Carlos Linneo asignó el nombre a todo el género.
fischeri: epíteto otorgado en honor del   explorador alemán Gustav Adolf Fischer (1848-1886), quien recolectó plantas en África.
Sinonimia
- Euphorbia mossambicensis var. fischeri (Pax) N.E.Br.	[6][1]